# Кровь и мороженое
Трилогия «Кровь и мороженое», также известная как «Трилогия трёх вкусов „Корнетто“» (англ. Blood and Ice Cream Trilogy, Three Flavours Cornetto Trilogy) — серия кинофильмов, созданная Эдгаром Райтом и Саймоном Пеггом, с Пеггом и Ником Фростом в главных ролях. В трилогию входят фильмы «Зомби по имени Шон» (2004), «Типа крутые легавые» (2007) и «Армагеддец» (2013). Три фильма никак не связаны сюжетно, и одни и те же актеры играют в них разных персонажей. Фильмы трилогии представляют собой пародии на различные фильмы категории B: по словам Райта, каждый фильм представляет собой «троянского коня… комедию отношений, спрятанную внутри фильма о зомби, полицейского боевика и научно-фантастического фильма».
Каждый фильм трилогии связан с определённым вкусом и, соответственно, цветом мороженого Cornetto. Использование трёх цветов Cornetto — это отсылка к трилогии Кшиштофа Кесьлёвского о трёх цветах французского флага. В каждом фильме появляется мороженое Cornetto: в первых двух его покупают герою Ника Фроста, в третьем же можно увидеть только этикетку.

## Актеры
Указан список актеров, участвовавших в нескольких фильмах трилогии.
|                   | Зомби по имени Шон | Типа крутые легавые | Армагеддец |
| ----------------- | ------------------ | ------------------- | ---------- |
| Саймон Пегг       | Χ                  | Χ                   | Χ          |
| Ник Фрост         | Χ                  | Χ                   | Χ          |
| Джулия Дикин      | Χ                  | Χ                   | Χ          |
| Мартин Фриман     | Χ                  | Χ                   | Χ          |
| Билл Найи         | Χ                  | Χ                   | Χ          |
| Рейф Сполл        | Χ                  | Χ                   | Χ          |
| Патриция Франклин | Χ                  | Χ                   | Χ          |
| Пэдди Консидайн   |                    | Χ                   | Χ          |
| Питер Серафинович | Χ                  |                     | Χ          |
| Брэдли, Дэвид     |                    | Χ                   | Χ          |
| Майкл Смайли      | Χ                  |                     | Χ          |
| Рис Шерсмит       | Χ                  |                     | Χ          |

## Фильмы
| Год  | Русское название    | Оригинальное название | Описание                         | Вкус      | Цвет    |
| ---- | ------------------- | --------------------- | -------------------------------- | --------- | ------- |
| 2004 | Зомби по имени Шон  | Shaun of the Dead     | Романтическая комедия с зомби    | Клубника  | Красный |
| 2007 | Типа крутые легавые | Hot Fuzz              | Деревенский комедийный экшн      | Ванильный | Синий   |
| 2013 | Армагеддец          | The World's End       | Социально-фантастическая комедия | Мятный    | Зелёный |

## Трилогия в прокате
| Фильм               | Даты премьер    | Даты премьер    | Бюджет       | Кассовые сборы | Источник |
| Фильм               | Великобритания  | Россия          | Бюджет       | Кассовые сборы | Источник |
| ------------------- | --------------- | --------------- | ------------ | -------------- | -------- |
| Зомби по имени Шон  | 9 апреля 2004   | —               | 6 000 000 $  | 30 039 392 $   | [ 7 ]    |
| Типа крутые легавые | 14 февраля 2007 | 5 апреля 2007   | 12 000 000 $ | 80 573 774 $   | [ 8 ]    |
| Армагеддец          | 19 июля 2013    | 17 октября 2013 | 20 000 000 $ | 46 074 951 $   | [ 9 ]    |
| Итого               | Итого           | Итого           | 38 000 000 $ | 156 688 117 $  |          |